# Mohsen Fakhrizadeh
Mohsen Fakhrizadeh-Mahabadi (en persa: محسن فخریزاده; nascut al voltant de 1958 - 27 de novembre de 2020) va ser un científic i càrrec públic iranià, General de Brigada de la Guàrdia Revolucionària i professor de física en la Universitat Imam Hussein de Teheran. Era considerat el pare del programa nuclear iranià. El seu assassinat, del qual s'ha responsabilitat els serveis secrets Israelians, suposa un fort cop a l'intent de refer l'acord nuclear entre els EUA i l'Iran per part del president nord-americà Joe Biden.

## Projecte 111
Fakhrizadeh havia estat objecte d'una congelació d'actius del Consell de Seguretat de les Nacions Unides i de requisits de notificació de viatges perquè el Consell va dir que l'OIEA havia demanat entrevistar a Fakhrizadeh i l'Iran es va negar a posar-lo a la seva disposició. Respecte al treball de Fakhrizadeh, l'Iran ha proporcionat alguna informació que l'OIEA diu "no és incompatible amb les seves conclusions", però l'OIEA ha continuat buscant la corroboració de les seves conclusions.
Segons la designació de l'ONU, Fakhrizadeh era un científic superior del Ministeri de Defensa i Logística de les Forces Armades i excap del Centre de Recerca de la Física (PHRC, per les seves sigles en anglès). L'OIEA va demanar entrevistar-lo sobre les activitats del PHRC durant el període en què va ser cap, però ell es va negar.
Els serveis d'intel·ligència occidentals van al·legar que era l'home que estava al càrrec del programa nuclear de l'Iran, el Projecte 111. Les potències occidentals afirmen que el Projecte 111 és o va ser un intent de crear una bomba nuclear per a l'Iran. Segons The New York Times, el Fakhrizadeh va ser descrit, en parts classificades dels informes del servei d'intel·ligència estatunidenc, com una persona profundament involucrada en l'esforç de dissenyar una ogiva nuclear per a l'Iran.
Un document intern iranià de 2007 filtrat al Sunday Times identificava a Fakhrizadeh com el president de l'organització Field for the Expansion of Deployment of Advanced Technology (FEDAT), nom de portada de l'organització que dirigeix el programa d'armes nuclears de l'Iran. El document, titulat "Perspectives de les activitats especials relacionades amb els neutrons en els pròxims 4 anys", estableix un pla de quatre anys per a desenvolupar un iniciador de neutrons deuteridos d'urani.

## Assassinat
El 27 de novembre de 2020, Fakhrizadeh va ser ferit de gravetat a trets a la ciutat d'Absard, una ciutat pròxima a la capital del país. Va haver-hi informes d'una explosió i trets. Va ser traslladat a un hospital on va morir a causa de les seves ferides. Quatre homes armats van estar involucrats en l'atac, tres dels quals van ser assassinats pels guardaespatlles de Fakhrizadeh.
Analistes polítics i autoritats tant iranianes com d'altres països han identificat Israel i els seus serveis secrets com a responsables, en un atac il·legal segons qualsevol llei internacional que tindria com a objectiu impedir que la nova administració dels Estats Units d'Amèrica de Joe Biden refaci l'acord de pau sobre el programa nuclear assolit entre Iran i els EUA durant l'administració Obama, acord que Israel, amb el seu president Netanyahu, van rebutjar i boicotejar fins que fou abandonat per la presidència de Donald Trump.